# Отуско
Отуско (ісп. Otuzco) — місто в Перу, розташоване на високогір'ях Перуанських Андів в регіоні Ла-Лібертад, адміністративний центр провінції Отуско. Місто перш за все відому завдяки святилищу Богородиці Брами.
Район міста Отуско був заселений одною з перших груп переселенців до регіону Ла-Лібертад, першими його мешканцями були юнги і кечуа. Із отриманням незалежності Перу була створена провінція Отуско, а в 1890 році поселення отримало статус міста. Зараз основними мешканцями міста є індіанці Перу, дещо змішані з переселенцями з Іспанії.

## Клімат
Місто знаходиться у зоні, котра характеризується кліматом тропічних пустель. Найтепліший місяць — січень із середньою температурою 12.6 °C (54.7 °F). Найхолодніший місяць — липень, із середньою температурою 11.2 °С (52.2 °F).
| Клімат Отуско           | Клімат Отуско | Клімат Отуско | Клімат Отуско | Клімат Отуско | Клімат Отуско | Клімат Отуско | Клімат Отуско | Клімат Отуско | Клімат Отуско | Клімат Отуско | Клімат Отуско | Клімат Отуско | Клімат Отуско |
| Показник                | Січ.          | Лют.          | Бер.          | Квіт.         | Трав.         | Черв.         | Лип.          | Серп.         | Вер.          | Жовт.         | Лист.         | Груд.         | Рік           |
| Середня температура, °C | 12,6          | 12,3          | 12,4          | 12,2          | 12,1          | 11,4          | 11,2          | 11,8          | 11,9          | 11,9          | 12,4          | 12,5          | 12,1          |
| Норма опадів, мм        | 76.1          | 86.3          | 130.7         | 60.3          | 23            | 6.6           | 2.3           | 9.8           | 18.4          | 52.9          | 37            | 45.6          | 549           |
| Днів з опадами          | 14,6          | 17,2          | 17,1          | 14            | 9,5           | 4,6           | 3,4           | 3,3           | 9,1           | 9,6           | 8,7           | 12,5          | 123,6         |
| Вологість повітря, %    | 74.2          | 77            | 78.2          | 78.1          | 73.4          | 69.1          | 64.4          | 61.8          | 67.2          | 70.3          | 67.4          | 70.3          | 71            |
| ----------------------- | ------------- | ------------- | ------------- | ------------- | ------------- | ------------- | ------------- | ------------- | ------------- | ------------- | ------------- | ------------- | ------------- |
| Джерело: Weatherbase    |               |               |               |               |               |               |               |               |               |               |               |               |               |